# Seznam hrvaških atletov
Seznam hrvaških atletov.

## B
- Milka Babović
- Vera Begić
- Ivana Brkljačić
- Rikard Bukovac (Bukovec)
- Alma Butia Car (slov.-hrvaška)

## C
- Sven Cepuš

## Č
- Josip Čorak (rokoborec)

## D
- Irislav Dolenec

## E
- Edis Elkasević
- Siniša Ergotić

## F
- Viktor Flass

## G
- Sanja Gavrilović
- Jurica Grabušić
- Marijan Gredelj
- Dragan Grims
- Zdenko Grund
- Ivan Gubijan

## H
- András Haklits
- Boris Hanžeković (1916-1945)
- Ivan Horvat

## I
- Ivan Ivančić (1937-2014)

## K
- Levin Kallay
- Sara Kolak
- Lucijan Kovačić
- Darko Kralj
- Zdenko Kuzmanić

## L
- Ante Ledić
- Maks Leidinger

## M
- Davorin Marčelja (1924-2011)
- Martin Marić
- Marijan Matijević (1878-1951), rokoborec
- Franjo Mihalić (1920-2015)
- Filip Mihaljević
- Nedžad Mulabegović
- Dragan Mustapić

## N
- Lovro Nedeljković
- Lisa Nemec

## P
- Sandra Perković
- Edi Ponos

## R
- Krešimir Račić
- Mateo Ružić

## S
- Luciano Sušanj
- Ivana Svjetličič

## T
- Artur Takač

## V
- Blanka Vlašić

## Z
- Branko Zorko

## Ž
- Stipe Žunić